# 2300 Jackson Street
2300 Jackson Street es el decimoquinto álbum de estudio de la banda estadounidense de género pop/R&B The Jacksons, lanzado por el sello Epic. En los Estados Unidos se lo publicó el 28 de mayo de 1989. Su último disco debutó en la posición cincuenta y nueve en la lista Billboard 200 y en el puesto catorce en el conteo Top R&B/Hip-Hop Albums, y vendió más de medio millón de copias mundialmente.

## Desarrollo
En la mayor parte del disco, The Jacksons consistió en Jermaine, Jackie, Randy y Tito Jackson. Michael Jackson, Marlon Jackson, Rebbie y Janet aparecieron en el segundo sencillo (La Toya estaba, en ese momento del álbum, separada de su familia y por lo tanto no aparece en el tema).
The Jacksons decidió entrar a un nuevo territorio, donde comenzaron a trabajar con productores del género new jack swing Teddy Riley y Gene Griffin en «She» y la pista que le da el título al disco (primera colaboración con Michael, antes del álbum Dangerous (1991)) y el equipo de producción Antonio "L.A." Reid y Kenneth "Babyface" Edmonds en el sencillo «Nothin' (That Compares 2 U)». The Jacksons produjo cuatro temas con Attala Zane Giles, mientras Michael Omartian produjo tres canciones (una producida por The Jacksons). Jermaine Jackson produjo «Maria», donde Lee Oskar de War tocó la armónica.
El título del disco y la fotografía de portada muestra a la casa de la infancia de los Jacksons en la ciudad de Gary. The Jacksons se disolvió formalmente a comienzos de 1990, con Jermaine regresando a su carrera como solista y Randy formando su propio grupo, Randy and The Gypsys.

## Lista de canciones
| N.º   | Título                                                                         | Escritor(es)                                                                            | Duración |  |
| 1.    | «Art of Madness»                                                               | Jermaine Jackson, Michael Omartian, Bruce Sudano                                        | 5:06     |  |
| 2.    | «Nothin' (That Compares 2 U)»                                                  | Babyface, L.A. Reid                                                                     | 5:22     |  |
| 3.    | «Maria»                                                                        | Jermaine Jackson, Paul Jackson Jr., Ray Grady                                           | 5:48     |  |
| 4.    | «Private Affair»                                                               | Diane Warren                                                                            | 4:10     |  |
| 5.    | «2300 Jackson Street» (con Michael, Rebbie y Janet Jackson & the Jackson kids) | Jermaine Jackson, Jackie Jackson, Tito Jackson, Randy Jackson, Gene Griffin, Aaron Hall | 5:06     |  |
| 6.    | «Harley»                                                                       | Jermaine Jackson, Tito Jackson, Jackie Jackson, Randy Jackson, Attala Zane Giles        | 4:24     |  |
| 7.    | «She»                                                                          | Gene Griffin, Aaron Hall                                                                | 5:00     |  |
| 8.    | «Alright with Me»                                                              | Jackie Jackson, Jermaine Jackson, Tito Jackson, A. Z. Giles                             | 3:25     |  |
| 9.    | «Play It Up»                                                                   | Jackie Jackson, Jermaine Jackson, Randy Jackson, Tito Jackson, A. Z. Giles              | 4:52     |  |
| 10.   | «Midnight Rendezvous»                                                          | Jackie Jackson, Jermaine Jackson, Randy Jackson, Tito Jackson, A. Z. Giles              | 4:24     |  |
| 11.   | «If You'd Only Believe»                                                        | Jermaine Jackson, Billie Hughes, Roxanne Seeman                                         | 6:13     |  |
| 53:50 |                                                                                |                                                                                         |          |  |

## Historial de lanzamientos
| Lugar             | Fecha                    |
| ----------------- | ------------------------ |
| Estados Unidos 🇺🇸 | 28 de mayo de 1989       |
| Reino Unido 🇬🇧    | 29 de septiembre de 1989 |
| Barbados 🇧🇧       | 27 de octubre de 1989    |
| Francia 🇫🇷        | 30 de diciembre de 1989  |